# Universität für Weiterbildung Krems
Die Universität für Weiterbildung Krems (bis 30. März 2004: Universitätszentrum für Weiterbildung mit der Bezeichnung Donau-Universität Krems) ist eine von der Republik Österreich und dem Land Niederösterreich gemeinsam betriebene Universität in Krems an der Donau, die berufsbegleitende Weiterbildungsstudiengänge anbietet. Die Universität ist in drei Fakultäten gegliedert, wobei die Fakultät für Gesundheit und Medizin mit rund 46 Prozent (Stand 2024) der Studenten die größte ist.

## Geschichte
Im April 1994 wurde die Donau-Universität Krems als „Universitätszentrum für Weiterbildung“ gegründet, der Lehrbetrieb wurde im Oktober 1995 mit 93 Studierenden und drei Studiengängen aufgenommen. Am 1. April 2004 trat das neue Bundesgesetz über die Universität für Weiterbildung Krems in Kraft, das sich weitgehend am Universitätsgesetz 2002 orientiert. Die offizielle Bezeichnung der Donau-Universität Krems wurde mit diesem Gesetz in „Universität für Weiterbildung Krems“ geändert, erstmals erhielt die Universität das Recht, eigene Universitätsprofessoren zu berufen. Die Spezialisierung auf postgraduale Universitätslehrgänge blieb bestehen.
Seit Bestehen der Universität haben rund 25.000 Studierende eine Weiterbildung abgeschlossen, fast 8.100 Studierende aus 99 Ländern studieren derzeit (Stand 2024) in einem von mehr als 200 Universitätslehrgängen.
2022 wurde von der Universität für Weiterbildung Krems und dem Europa-Forum Wachau erstmals der Prof. Paul Lendvai-Preis verliehen, erster Preisträger war Christoph Zotter von der Tageszeitung Die Presse.

## Studienangebote

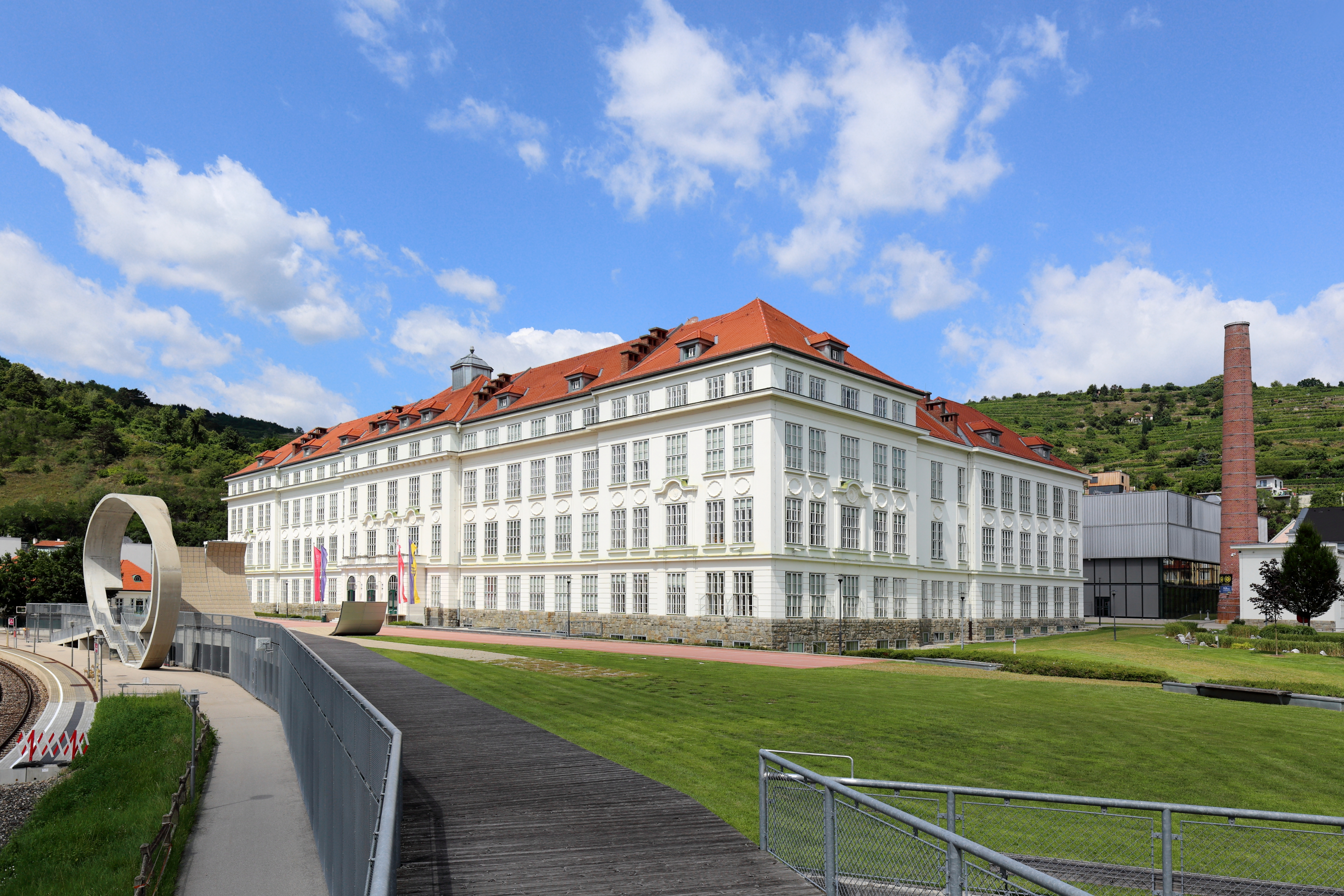
Donau-Universität Krems, Altbau

Die Universität für Weiterbildung Krems hat vom Staat Österreich den gesetzlichen Auftrag, der im Zusammenhang mit Weiterbildung stehenden wissenschaftlichen Lehre und Forschung zu dienen. Das Lehrangebot ist per Gesetz auf Universitätslehrgänge für Weiterbildung beschränkt und umfasst folgende Themenbereiche:
- Bauen & Umwelt
- Bildung
- Gesundheit & Medizin
- Kunst & Kultur
- Medien & Kommunikation
- Migration & Internationales
- Psychotherapie & Soziales
- Recht & Verwaltung
- Wirtschaft & Unternehmensführung

In diesen Bereichen werden Master-Programme sowie verschiedene Universitätslehrgänge und Seminare (mit und ohne Abschluss mit akademischem Grad) angeboten. Ein Master-Abschluss in einem Universitätslehrgang führt allerdings nicht zur Erlangung eines A-Postens (in Österreich) oder zur Einstufung in den Höheren Dienst (in Deutschland).

## Lage und Campus

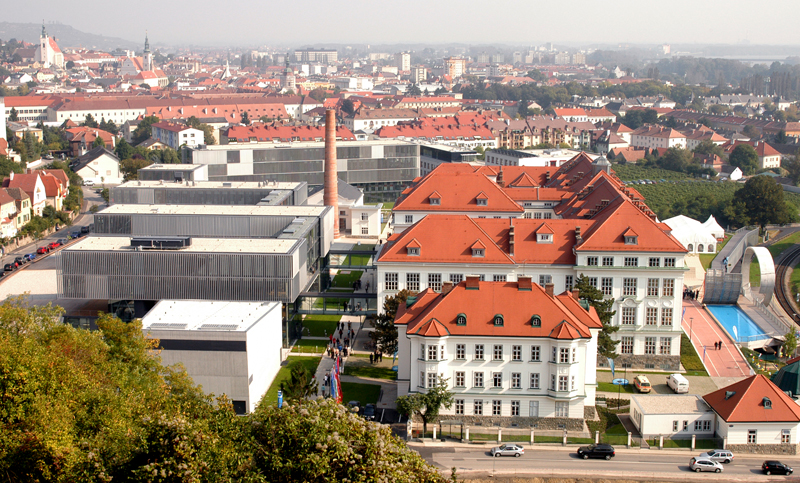
Campus Krems

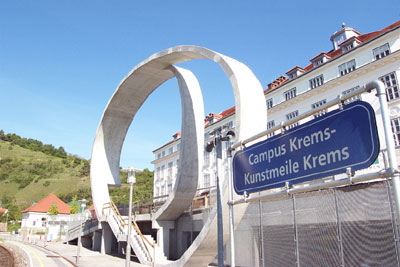
Bahnstation am Campus Krems

Ihren Standort hat die Donau-Universität Krems im Stadtteil Stein an der Donau in der Wachau. Ein Teil der Universität ist in der revitalisierten ehemaligen Tabakfabrik Krems-Stein, einem charakteristischen Industriebau des beginnenden 20. Jahrhunderts, untergebracht. Der dreistöckige Stahlbetonskelettbau in der Formensprache eines „dritten Barock“ wurde zwischen 1919 und 1922 nach Plänen des Architekten Paul Hoppe errichtet und Anfang der 1990er-Jahre unter größtmöglicher Schonung der historischen Bausubstanz vom österreichischen Architekten Manfred Wehdorn umgestaltet.
2005 erhielt die Donau-Universität Krems im Zuge der Fertigstellung des Campus Krems zusätzliche Lehr- und Forschungsräume, eine neue Bibliothek, eine neue Mensa und ein Audimax. Weiters wurden auf dem 34.000 Quadratmeter großen Campus-Gelände ein Programmkino mit Restaurant und ein Appartementhaus eingerichtet. Den Campus Krems, der vom in Paris arbeitenden österreichischen Architekten Dietmar Feichtinger geplant wurde, teilt sich die Donau-Universität Krems mit der IMC Fachhochschule Krems, der Karl Landsteiner Privatuniversität für Gesundheitswissenschaften, der Österreichischen Filmgalerie und der NÖ Bildungsgesellschaft.
Von 2002 bis 2017 besaß die Universität eine Außenstelle im Stift Göttweig, verbunden mit dem Auftrag, die Graphische Sammlung des Stiftes zu erschließen.
Eine Erweiterung westlich des Campus (der sogenannte „campus west“ mit einem Hotel, Gastronomie, Büros, weiteren Dienstleistungseinrichtungen und einem Parkhaus) wurde im August 2008 fertiggestellt.
Seit dem Wintersemester 2012/13 besitzt die Universität auch einen Standort in Memmingen in Deutschland.

## Organisation

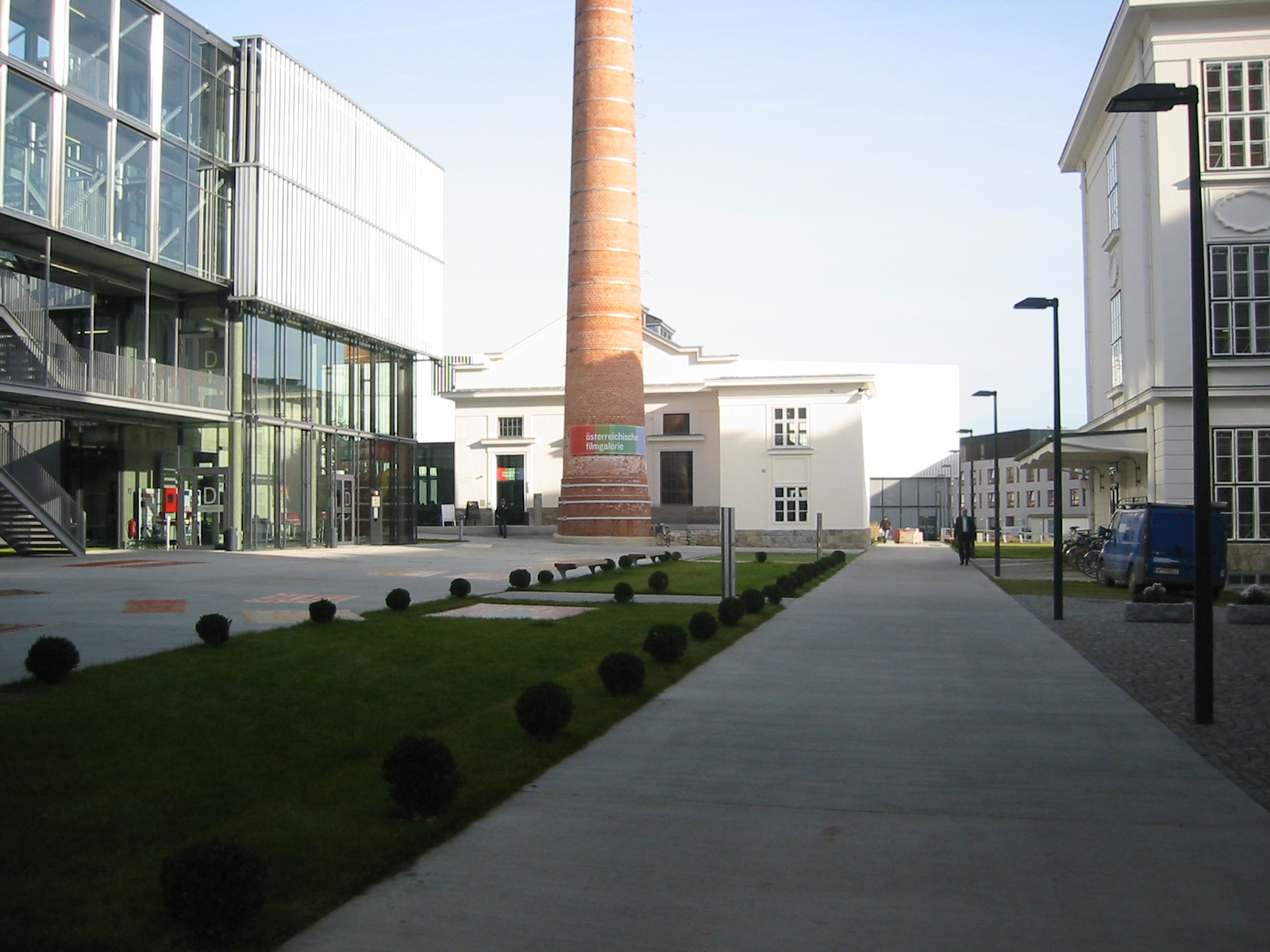
Campus Krems

### Finanzierung
Erhalter der Universität für Weiterbildung Krems sind die Republik Österreich und das Land Niederösterreich gemeinsam. Die Finanzierung erfolgt zum Teil durch Studiengebühren, die die variablen Lehrgangskosten decken müssen (§ 40e. Abs. 4 UG).

### Rechtliche Bestimmungen
Die Bildungseinrichtung ist eine öffentliche Universität nach dem Universitätsgesetz (UG) 2002 und dem Bundesgesetz über die Universität für Weiterbildung Krems (DUK-Gesetz 2004, danach UWK-Gesetz 2004, nunmehr außer Kraft). Die Donau-Universität Krems ist als Universität für Weiterbildung auf wissenschaftliche Lehre und Forschung im Bereich der Weiterbildung spezialisiert. Das Bundesgesetz zum Promotionsrecht der Donau-Universität Krems trat mit der Veröffentlichung im Bundesgesetzblatt vom 12. März 2014 in Kraft.

### Rektorat
Rektorin ist seit 1. August 2025 Viktoria Weber.
Im Februar 2007 trat der damalige Rektor Helmut Kramer wegen Auffassungsunterschieden über die strategische Führung zurück. Im Mai 2007 wurde Heinrich Kern zum neuen Rektor bestellt. Die interimistische Leiterin, Vizerektorin Ada Pellert, schien im Dreiervorschlag nicht auf, was zu Protesten im Senat und zum Vorwurf der Verletzung der Gleichbehandlungsrichtlinien führte.
Im August 2007 wurde vom Universitätsrat verlautbart, dass die Diskussionen um die Rektorenernennung auf ein Strukturproblem zurückzuführen seien. Es wurde beschlossen, dass der Bereich Medizin und Life Science aus der Universität für Weiterbildung Krems in eine neu zu gründende Privatuniversität für Medizin ausgelagert werden soll. Kern wurde gebeten, sich um die Führung der zukünftigen Privatuniversität zu bewerben, Pellert wurde aufgefordert, sich um das Rektorat der Universität für Weiterbildung Krems zu bewerben. Am 17. Dezember 2007 bestellte der Universitätsrat zwei neue Vizerektoren: Hanna Risku wurde Vizerektorin für den Bereich Lehre, Jürgen Willer übernahm die Forschungsagenden. Ada Pellert blieb Vizerektorin und leitete den Bereich Strukturfragen. Im April 2008 kündigten die Vizerektorinnen Ada Pellert und Hanna Risku den Rücktritt von ihren Funktionen mit Juli 2008 an. Als Begründung werden nicht eingehaltene Vereinbarungen genannt. Ende August 2008 trat Rektor Heinrich Kern zurück. Der bisherige Vizerektor Jürgen Willer wurde im Dezember 2008 zu seinem Nachfolger gewählt und trat sein Amt mit Jänner 2009 an. Am 19. Dezember 2011 wählte der Universitätsrat den amtierenden Rektor Jürgen Willer einstimmig für eine zweite Amtszeit wieder, die ab 2013 beginnen sollte. Wegen „unüberbrückbaren Gegensätzen“ mit dem Universitätsrat erklärte Willer jedoch bereits im September 2012 seinen Rücktritt. In seiner Sitzung am 20. Februar 2013 wählte der Universitätsrat Friedrich Faulhammer, Generalsekretär im Bundesministerium für Wissenschaft und Forschung, zum Rektor. Mit 1. August 2013 hat das Rektorat mit Rektor Friedrich Faulhammer sowie Viktoria Weber als Vizerektorin für Forschung und Monika Kil als Vizerektorin für Lehre/Wissenschaftliche Weiterbildung sein Amt angetreten. Am 1. August 2018 begann die zweite Funktionsperiode des Rektorats mit Rektor Friedrich Faulhammer, Viktoria Weber als Vizerektorin für Forschung und Thomas Ratka als neuem Vizerektor für Lehre/Wissenschaftliche Weiterbildung. In der dritten vierjährigen Funktionsperiode begonnen am 1. August 2021 bestand das Rektorat neben Rektor Friedrich Faulhammer aus Viktoria Weber, Vizerektorin für Forschung und nachhaltige Entwicklung sowie Peter Parycek, Vizerektor für Lehre/Wissenschaftliche Weiterbildung und digitale Transformation (CDO). In seiner Sitzung am 15. Oktober 2024 wählte der Universitätsrat Viktoria Weber zur neuen Rektorin. Mit 1. August 2025 hat das neue Rektorat mit Rektorin Viktoria Weber, Stefan Oppl als Vizerektor für Lehre und Studierende sowie Daniel Varro als Vizerektor für Finanzen und Nachhaltige Entwicklung sein Amt angetreten.

### Departments
Die Universität für Weiterbildung Krems ist in die folgenden drei Fakultäten und 19 Departments gegliedert:
- Fakultät für Gesundheit und Medizin
  - Department für Biomedizinische Forschung
  - Department für Demenzforschung und Pflegewissenschaft
  - Department für Evidenzbasierte Medizin und Evaluation
  - Department für Gesundheitswissenschaften, Medizin und Forschung
  - Department für Klinische Neurowissenschaften und Präventionsmedizin
  - Department für Psychotherapie und Biopsychosoziale Gesundheit
  - Department für Wirtschaft und Gesundheit

- Fakultät für Wirtschaft und Globalisierung
  - Department für E-Governance in Wirtschaft und Verwaltung
  - Department für Europapolitik und Demokratieforschung
  - Department für Migration und Globalisierung
  - Department für Rechtswissenschaften und Internationale Beziehungen
  - Department für Sicherheitsforschung
  - Department für Wirtschafts- und Managementwissenschaften
  - Department für Wissens- und Kommunikationsmanagement

- Fakultät für Bildung, Kunst und Architektur
  - Department für Bauen und Umwelt
  - Department für Hochschulforschung
  - Department für Integrierte Sensorsysteme
  - Department für Kunst- und Kulturwissenschaften
  - Department für Weiterbildungsforschung und Bildungstechnologien

## Persönlichkeiten
- Gudrun Biffl (* 1949), Wirtschaftswissenschaftlerin
- Friedrich Faulhammer (* 1963), Rektor von 2013 bis 2025
- Peter Filzmaier (* 1967), Politikwissenschaftler
- Ulrike Guérot (* 1964), Politologin und Publizistin
- Gottfried Haber (* 1972), Ökonom
- Peter Kampits (* 1942), Philosoph
- Rotraud A. Perner (* 1944), Psychotherapeutin
- Gerald Gartlehner (* 1969), Gesundheitswissenschaftler

Ehrensenatoren
- Helga Nowotny und Erwin Pröll (2022)[25][26]